# Sinergy
Sinergy est un groupe de power metal finlandais, originaire d'Helsinki. Il est formé en 1997 par l'artiste américaine Kimberly Goss. Goss, hormis avec le groupe Sinergy, fut membre d'autres groupes du genre comme Dimmu Borgir comme claviériste, et Children of Bodom où elle a participé en live pour Janne Wirman (aux claviers) et pour l'écriture des paroles. L'idée d'un « groupe de metal mené par une femme » germe lorsque Goss rencontre Jesper Strömblad du groupe In Flames lors d'une tournée avec Dimmu Borgir en 1997. Sinergy se sépare en 2004.

## Biographie
Sinergy est formé lorsque la claviériste du groupe Dimmu Borgir, Kimberly Goss, fait la rencontre du guitariste du groupe In Flames, Jesper Strömblad, lors d'une tournée. L'idée de former un groupe de metal mené par une femme germe, mais ne peut aboutir par manque de temps,. Tandis que Kimberly quitte Dimmu Borgir et emménage en Suède, elle décide de faire de ce projet avec Strömblad une réalité. Le premier line-up de Sinergy se compose alors de Kimberly et de Strömblad, aux côtés du bassiste Sharlee D'Angelo (des groupes Arch Enemy et Mercyful Fate), du batteur Ronny Milianowicz, et du guitariste Alexi Laiho (du groupe Children of Bodom),.
Leur premier album, Beware the Heavens est enregistré en 1999, distribué par le label Nuclear Blast Records, et bien accueilli par l'ensemble des critiques,. Cependant, Sinergy fait face à des problèmes de management concernant ses membres. Pour ne rien arranger, Kimberly emménage en Finlande à la fin de l'année 1999, ce qui complique les rendez-vous entre membres, trois d'entre eux résidant encore en Suède. De ce fait le groupe se dissout, mais Kimberly et Alexi voulaient continuer. Ensemble, ils composent le nouveau line-up, uniquement qu'avec des membres finlandais. Roope Latvala (ancien membre de Stone, l'un des groupes qui avaient aidé à l'émergence du heavy metal en Finlande) occupe la guitare rythmique, Marco Hietala (du groupe Tarot) devient bassiste, et Tonmi Lillman comme nouveau batteur. Avec ce line-up, le groupe enregistre To Hell and Back, puis partent en tournée aux côtés de Nightwish. À cette même période, Sinergy commence à se populariser à l'international. Cette tournée est sans doute la plus notable présentée dans le DVD de Nightwish, From Wishes to Eternity.
Dans leur album succédant en 2002, Suicide by My Side, Kimberly emprunte un ton plus agressif ;  cette dernière avait tenté de mettre fin à ses jours peu avant que l'album ne paraisse,. Peu après l'enregistrement de leur troisième album, Lillman quitte le groupe et se voit plus tard remplacer par le batteur du groupe Barathrum, Janne Parviainen. Le bassiste Marco quitte également le groupe peu après ; il est remplacé par Lauri Porra, du groupe de power metal Stratovarius. Un quatrième album, intitulé Sins of the Past, entre en production aux studios Finnvox en 2004, mais ne parvient pas à être achevé. Selon Alexi, Sinergy est dissous et inactif.

## Membres

### Derniers membres
- Kimberly « Kim » Goss - chant, clavier (1997-2004)
- Alexi Laiho - guitare solo, chant secondaire (1997-2004)
- Roope Latvala - guitare solo (1999-2004)
- Janne Parviainen - batterie (2002-2004)
- Lauri Porra - basse  (2002-2004)

### Anciens membres
- Jesper Strömblad - guitare solo (1997–1999)
- Sharlee D'Angelo - basse (1997–1999)
- Ronny Milianowicz - batterie (1997–1999)
- Marco Hietala - basse, chant secondaire (1999–2002)
- Tonmi Lillman - batterie (1999–2002)

### Membre de tournée
- Erna Siikavirta - clavier (1999)

## Discographie
- 1999 : Beware the Heavens
- 2000 : To Hell and Back
- 2002 : Suicide by My Side